# ROSAT

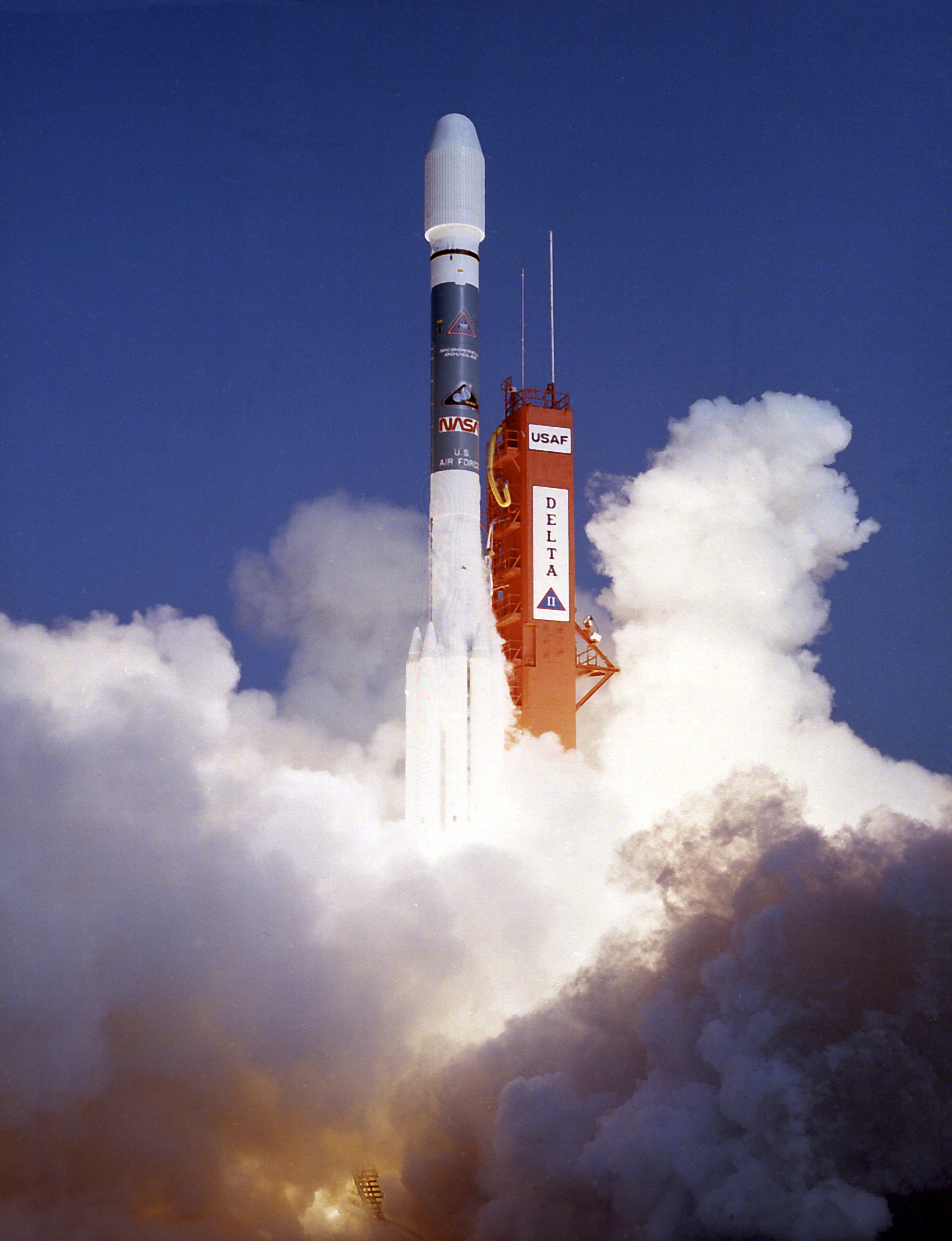
Запуск супутника

ROSAT (нім. Röntgensatellit) — німецька космічна рентгенівська обсерваторія, побудована та запущена у співпраці з НАСА та британською радою наукових та інженерних досліджень (англ. the British Science and Engineering Research Council, SERC). Названа на честь Вільгельма Рентгена. 
Запуск відбувся 1 червня 1990 за допомогою ракети Дельта-2 з мису Канаверал. 
Обсерваторія працювала до 12 лютого 1999 року.

## Обладнання
На борту супутника був створений в Німеччині рентгенівський телескоп (X-ray Telescope, XRT), який складався з чотирьох вкладених один в один телескопів Вольтера 1-го типу. Апертура телескопа досягала 84 см у діаметрі. Фокусна відстань становила 240 см. У фокальній площині телескопа було три детектори:
- два німецьких позиційно чутливих пропорційних лічильники (англ. Position Sensitive Proportional Counters
- американський прилад отримання високоякісних зображень (High Resolution Imager, HRI)

Вони детектували випромінювання в м'якому рентгенівському діапазоні (енергія від 0,1 до 2 кЕв). На половинному рівні енергії кутова роздільна здатність була менше 5 кутових секунд.
Англійський телескоп мав ширококутну камеру (Wide Field Camera, WFC) і працював у дуже далекому ультрафіолетовому діапазоні (extreme ultraviolet, XUV), від 0,042 до 0,21 кЕв. 
Супутник стабілізувався за трьома осями.

## Місія
Місія ROSAT була поділена на три фази:
- Двомісячне калібрування й перевірка на орбіті.
- Шестимісячне сканування всієї небесної сфери в рентгенівських променях за допомогою позиційно чутливих пропорційних лічильників (PSPC), що перебували у фокусі рентгенівського телескопа, й у двох діапазонах далекого ультрафіолету за допомогою ширококутної камери (WFC).
- Остання фаза тривала до закінчення місії і була присвячена точковим спостереженням.

Місія була розрахована на 18 місяців.